# Курінь (присілок)
Курі́нь (рос. Курень) — присілок у складі Даровського району Кіровської області, Росія. Входить до складу Кобрського сільського поселення.
Населення становить 17 осіб (2010, 103 у 2002).
Національний склад станом на 2002 рік — росіяни 96 %.